# Пулаты
Пулаты (узб. Poʻloti / Пўлоти) — посёлок городского типа, расположенный на территории Касанского района Кашкадарьинской области Республики Узбекистан.
Статус посёлка городского типа с 2009 года.

## Население
По данным переписи 1986 года, в посёлке проживало 4 300 человек.